# Yu Wei
Yu Wei (chinesisch 于 偉 / 于 伟, Pinyin Yú Wěi; * 11. September 1987) ist ein chinesischer Geher.
Bei den Leichtathletik-Weltmeisterschaften 2015 in Peking wurde er im 50-km-Gehen Siebter.

## Persönliche Bestzeiten
- 20 km Gehen: 1:19:07 h, 1. März 2013, Taicang
- 50 km Gehen: 3:45:21 h, 29. August 2015, Peking